# Favartia pacei
Favartia pacei är en snäckart som beskrevs av Edward James Petuch 1988. Favartia pacei ingår i släktet Favartia och familjen purpursnäckor. Inga underarter finns listade i Catalogue of Life.